# 林甘泉
林甘泉（1931年11月—2017年10月25日），男，福建石狮人，中国马克思主义史学家、古代经济史学家和秦汉史学家，中国史学会第五届理事会副会长，中国社会科学院学部委员。研究秦汉史、土地制度史、经济史、史学理论。

## 生平
学生时期参加过中共地下党。1949年4月厦门大学历史系肄业。此后经香港北上，历任中国人民大学研究部干事、《历史研究》杂志编辑，1954年后历任中国科学院历史研究所助理研究员、研究员、副所长、分党组书记、所长、党委书记、学术委员会主任，中国社会科学院学术委员会委员。2017年10月25日下午在北京病逝，享年86岁。

## 著作
著有《中国古代政治文化论稿》、《林甘泉文集》，《中国史稿》第二、三册主要执笔人。主编《中国经济通史·秦汉经济卷》、《中国封建土地制度史》第一卷、《郭沫若与中国史学》、《郭沫若年谱长编》、《中国历史大辞典·秦汉史》、《中国大百科全书·中国历史·秦汉史》、《中国历史25讲》、《孔子与20世纪中国》，合著《中国古代史分期讨论五十年》。

## 评价
- 中国社会科学网称为“中国共产党优秀党员、著名马克思主义史学家”，“在数十年的学术生涯中，林甘泉先生形成了自己独特的治学风格。其中特别突出的是以马克思主义基本理论为指导，力图把马克思主义理论与中国历史实际相结合，作出符合中国历史实际的解释。”[7]